# Tropidophorus hainanus
Espèce
Tropidophorus hainanus est une espèce de sauriens de la famille des Scincidae.

## Répartition
Cette espèce se rencontre :
- en République populaire de Chine dans les provinces du Hainan, du Jiangxi, du Hunan, du Guizhou, du Guangxi et du Guangdong ;
- au Viêt Nam dans les provinces de Bắc Kạn, de Cao Bằng, de Đắk Lắk, de Hà Tây, de Hải Dương, de Hòa Bình, de Kon Tum, de Lai Châu, de Ninh Bình, de Phú Thọ, de Quảng Ninh, de Vĩnh Phúc et de Nam Định.

## Étymologie
Cette espèce est nommée en référence au lieu de sa découverte, la province du Hainan.

## Publication originale
- Smith, 1923 : A review of the lizards of the genus Tropidophorus on the Asiatic mainland. Proceedings of the Zoological Society of London, vol. 1923, p. 775-781 (texte intégral).